# Liste der Geotope in Mecklenburg-Vorpommern
In der Liste der Geotope in Mecklenburg-Vorpommern sind Geotope im Bundesland Mecklenburg-Vorpommern aufgelistet. Grundlage dieser Liste sind Rohdaten vom Landesamt für Umwelt, Naturschutz und Geologie. Diese Liste ist möglicherweise nicht vollständig.

## Liste
| Bild              | Geotop Nr. | Name des Geotops                                         | Landkreis                                                                    | Gemeinde            | Standort                      | Bemerkung |
| ----------------- | ---------- | -------------------------------------------------------- | ---------------------------------------------------------------------------- | ------------------- | ----------------------------- | --------- |
| Findling_Pritzier | G2 001     | Findling Pritzier                                        | Landkreis Ludwigslust-Parchim                                                | Melkof              | Position                      |           |
|                   | G2 002     | Findling Selmsdorf                                       | Landkreis Nordwestmecklenburg                                                | Selmsdorf           | Position                      |           |
|                   | G2 003     | Findling Redewisch bei Boltenhagen                       | Landkreis Nordwestmecklenburg                                                | Boltenhagen         | Position                      |           |
|                   | G2 005     | Findling Groß-Rünz                                       | Landkreis Nordwestmecklenburg                                                | Groß-Rünz           | Position                      |           |
|                   | G2 006     | Findling Elefantenstein Rerik                            | Landkreis Rostock                                                            | Rerik               | Position                      |           |
| weitere Bilder    | G2 008     | Findling Züsow                                           | Landkreis Nordwestmecklenburg                                                | Glasin              | Position                      |           |
|                   | G2 009     | Findling Groß-Stieten                                    | Landkreis Nordwestmecklenburg                                                | Groß-Stieten        | Position                      |           |
|                   | G2 010     | Findling Rivenstein Wo                                   | Landkreis Ludwigslust-Parchim                                                | Borkow              | Position                      |           |
|                   | G2 011     | Findling Schlemmin                                       | Landkreis Rostock                                                            | Moisall             | Position                      |           |
|                   | G2 012     | Findling Groß Upahl / Lenzener See                       | Landkreis Rostock                                                            | Prüzen              | Position                      |           |
|                   | G2 013     | Findling Rühn                                            | Landkreis Rostock                                                            | Rühn                | Position                      |           |
|                   | G2 014     | Findling Teufelskralle                                   | Landkreis Rostock                                                            | Selpin              | Position                      |           |
|                   | G2 015     | Findling Zarnewanz                                       | Landkreis Rostock                                                            | Zarnewanz           | Position                      |           |
|                   | G2 016     | Findling Groß-Freienholz                                 | Landkreis Rostock                                                            | Sanitz              | Position                      |           |
| weitere Bilder    | G2 017     | Findling Heiligendamm                                    | Landkreis Rostock                                                            | Bad Doberan         | Position                      |           |
|                   | G2 018     | Findling Schwiessel                                      | Landkreis Rostock                                                            | Neu Heinde          | Position                      |           |
|                   | G2 019     | Findling Raben Steinfeld                                 | Landkreis Ludwigslust-Parchim                                                | Raben Steinfeld     | Position                      |           |
|                   | G2 020     | Findling Bäbelitz                                        | Landkreis Rostock                                                            | Behren-Lübchin      | Position                      |           |
|                   | G2 021     | Findling Sonnenberg                                      | Landkreis Ludwigslust-Parchim                                                | Parchim             | Position                      |           |
| weitere Bilder    | G2 022     | Findling Krappmühle                                      | Landkreis Mecklenburgische Seenplatte                                        | Neubrandenburg      | Position                      |           |
|                   | G2 023     | Findling Mühlenholz                                      | Landkreis Mecklenburgische Seenplatte                                        | Neubrandenburg      | Position                      |           |
|                   | G2 024     | Findling SW Gatscheck                                    | Landkreis Mecklenburgische Seenplatte                                        | Brodaer Holz        | Position                      |           |
| weitere Bilder    | G2 025     | Findling Altentreptow                                    | Landkreis Mecklenburgische Seenplatte                                        | Altentreptow        | Position                      |           |
|                   | G2 026     | Findling Warlin                                          | Landkreis Mecklenburgische Seenplatte                                        | Warlin              | Position                      |           |
|                   | G2 027     | Findling Warthe                                          | Landkreis Vorpommern-Greifswald                                              | Rankwitz            | Position                      |           |
| weitere Bilder    | G2 028     | Findling Pudagla                                         | Landkreis Vorpommern-Greifswald                                              | Pudagla             | Position                      |           |
|                   | G2 029     | Findling Hollendorf                                      | Landkreis Vorpommern-Greifswald                                              | Kröslin             | Position                      |           |
| weitere Bilder    | G2 030     | Findling Neu-Dargelin                                    | Landkreis Vorpommern-Greifswald                                              | Behrenhoff          | Position                      |           |
|                   | G2 031     | Findling Quitzin                                         | Landkreis Vorpommern-Rügen                                                   | Splietsdorf         | Position                      |           |
| weitere Bilder    | G2 032     | Findling Lubmin                                          | Landkreis Vorpommern-Greifswald                                              | Lubmin              | Position                      |           |
|                   | G2 033     | Findling Menkin                                          | Landkreis Vorpommern-Greifswald                                              | Bergholz            | Position                      |           |
|                   | G2 034     | Findling Strasburg                                       | Landkreis Vorpommern-Greifswald                                              | Strasburg           | Position                      |           |
|                   | G2 035     | Findling Mildenitz                                       | Landkreis Mecklenburgische Seenplatte                                        | Mildenitz           | Position                      |           |
| weitere Bilder    | G2 036     | Findling Rosemarsow                                      | Landkreis Mecklenburgische Seenplatte                                        | Altentreptow        | Position                      |           |
| weitere Bilder    | G2 037     | Findling Groß Kelle                                      | Landkreis Mecklenburgische Seenplatte                                        | Groß Kelle          | Position                      |           |
|                   | G2 038     | Kreide-Aufschluss Gummanz                                | Landkreis Vorpommern-Rügen                                                   | Sagard              | Position                      |           |
| weitere Bilder    | G2 039     | Findling Klink („Riesenstein“)                           | Landkreis Mecklenburgische Seenplatte                                        | Klink               | Position                      |           |
|                   | G2 040     | Opferstein Bollewick                                     | Landkreis Mecklenburgische Seenplatte                                        | Bollewick           | Position                      |           |
|                   | G2 041     | Findling Goldenbaum                                      | Landkreis Mecklenburgische Seenplatte                                        | Carpin              | Position                      |           |
|                   | G2 042     | Findling Goldenbaumer Mühle                              | Landkreis Mecklenburgische Seenplatte                                        | Feldberger Seenland | Position                      |           |
|                   | G2 043     | Findling Watzkendorf                                     | Landkreis Mecklenburgische Seenplatte                                        | Watzkendorf         | Position                      |           |
|                   | G2 044     | Findling Hohenzieritz                                    | Landkreis Mecklenburgische Seenplatte                                        | Hohenzieritz        | Position                      |           |
|                   | G2 045     | Findling Hohenzieritz                                    | Landkreis Mecklenburgische Seenplatte                                        | Hohenzieritz        | Position                      |           |
|                   | G2 046     | Findling Weisdin                                         | Landkreis Mecklenburgische Seenplatte                                        | Blumenholz          | Position                      |           |
|                   | G2 047     | Findling Adamsdorf                                       | Landkreis Mecklenburgische Seenplatte                                        | Klein Vielen        | Position                      |           |
| weitere Bilder    | G2 048     | Findling Friedland                                       | Landkreis Mecklenburgische Seenplatte                                        | Brohm               | Position                      |           |
|                   | G2 049     | Findling Blankenhof                                      | Landkreis Mecklenburgische Seenplatte                                        | Blankenhof          | Position                      |           |
|                   | G2 050     | Findling Beestland                                       | Landkreis Mecklenburgische Seenplatte                                        | Beestland           | Position                      |           |
| weitere Bilder    | G2 051     | Findling Pustow                                          | Landkreis Vorpommern-Greifswald                                              | Sassen-Trantow      | Position                      |           |
| weitere Bilder    | G2 052     | Findling Neu-Plestlin                                    | Landkreis Vorpommern-Greifswald                                              | Bentzin             | Position                      |           |
| weitere Bilder    | G2 053     | Findling Trissow                                         | Landkreis Vorpommern-Greifswald                                              | Görmin              | Position                      |           |
| weitere Bilder    | G2 054     | Findling Kavelpaß                                        | Landkreis Vorpommern-Greifswald                                              | Boldekow            | Position                      |           |
|                   | G2 055     | Findling Sarnow                                          | Landkreis Vorpommern-Greifswald                                              | Spantekow           | Position                      |           |
|                   | G2 056     | Findling Panschow                                        | Landkreis Vorpommern-Greifswald                                              | Sarnow              | Position                      |           |
|                   | G2 057     | Findling Dargibell                                       | Landkreis Vorpommern-Greifswald                                              | Neu Kosenow         | Position                      |           |
|                   | G2 058     | Findling Gnevezin                                        | Landkreis Vorpommern-Greifswald                                              | Bargischow          | Position                      |           |
|                   | G2 059     | Findling Nerdin                                          | Landkreis Vorpommern-Greifswald                                              | Nerdin              | Position                      |           |
|                   | G2 060     | Findling Liepen                                          | Landkreis Vorpommern-Greifswald                                              | Liepen              | Position                      |           |
|                   | G2 061     | Findling Steinmocker                                     | Landkreis Vorpommern-Greifswald                                              | Steinmocker         | Position                      |           |
|                   | G2 062     | Findling Steinmocker                                     | Landkreis Vorpommern-Greifswald                                              | Steinmocker         | Position                      |           |
|                   | G2 063     | Findling Hohenklempenow                                  | Landkreis Mecklenburgische Seenplatte                                        | Breest              | Position                      |           |
|                   | G2 064     | Findling Todenhagen                                      | Landkreis Vorpommern-Rügen                                                   | Ahrenshagen-Daskow  | Position                      |           |
|                   | G2 065     | Findling Halbinsel Buhlitz                               | Landkreis Vorpommern-Rügen                                                   | Bergen              | Position                      |           |
| weitere Bilder    | G2 066     | Findling Uskam, Sassnitz                                 | Landkreis Vorpommern-Rügen                                                   | Sassnitz            | Position                      |           |
|                   | G2 067     | Findling Kap Arkona                                      | Landkreis Vorpommern-Rügen                                                   | Putgarten           | Position                      |           |
| weitere Bilder    | G2 068     | Findling Siebenschneiderstein                            | Landkreis Vorpommern-Rügen                                                   | Putgarten           | Position                      |           |
|                   | G2 070     | Findling Stubnitz                                        | Landkreis Vorpommern-Rügen                                                   | Sassnitz            | Position                      |           |
| weitere Bilder    | G2 071     | Findling Waschstein, Stubbenkammer                       | Landkreis Vorpommern-Rügen                                                   | Sassnitz            | Position                      |           |
| weitere Bilder    | G2 072     | Findling Opferstein, Quoltitz                            | Landkreis Vorpommern-Rügen                                                   | Sagard              | Position                      |           |
| weitere Bilder    | G2 073     | Findling Schwanenstein                                   | Landkreis Vorpommern-Rügen                                                   | Lohme               | Position                      |           |
| weitere Bilder    | G2 074     | Findling Svantekahs, Ruschvitz                           | Landkreis Vorpommern-Rügen                                                   | Glowe               | Position                      |           |
| weitere Bilder    | G2 075     | Findling Nardevitz                                       | Landkreis Vorpommern-Rügen                                                   | Lohme               | Position                      |           |
|                   | G2 077     | Findling Putgarten NW                                    | Landkreis Vorpommern-Rügen                                                   | Putgarten           | Position                      |           |
|                   | G2 078     | Findling Kap Arkona S                                    | Landkreis Vorpommern-Rügen                                                   | Putgarten           | Position                      |           |
|                   | G2 079     | Findling Schwarbe                                        | Landkreis Vorpommern-Rügen                                                   | Altenkirchen        | Position                      |           |
|                   | G2 080     | Findling Varnkevitz                                      | Landkreis Vorpommern-Rügen                                                   | Putgarten           | Position                      |           |
| weitere Bilder    | G2 081     | Findling Blandow                                         | Landkreis Vorpommern-Rügen                                                   | Lohme               | Position                      |           |
| weitere Bilder    | G2 082     | Findling Jasmund, Kollicker Bach                         | Landkreis Vorpommern-Rügen                                                   | Sassnitz            | Position                      |           |
| weitere Bilder    | G2 083     | Findling Buskam, Göhren                                  | Landkreis Vorpommern-Rügen                                                   | Göhren              | Position                      |           |
|                   | G2 084     | Findling Fritz-Worm-Stein                                | Landkreis Vorpommern-Rügen                                                   | Middelhagen         | Position                      |           |
|                   | G2 085     | Findling Halbinsel Zudar                                 | Landkreis Vorpommern-Rügen                                                   | Zudar               | Position                      |           |
|                   | G2 086     | Findling Zickersches Höft S                              | Landkreis Vorpommern-Rügen                                                   | Gager               | Position                      |           |
|                   | G2 087     | Findling Zickersches Höft N                              | Landkreis Vorpommern-Rügen                                                   | Gager               | Position                      |           |
|                   | G2 088     | Findling Breitenstein, Groß Zicker                       | Landkreis Vorpommern-Rügen                                                   | Gager               | Position                      |           |
|                   | G2 089     | Findling Hiddensee                                       | Landkreis Vorpommern-Rügen                                                   | Insel Hiddensee     | Position                      |           |
|                   | G2 090     | Findling Hiddensee                                       | Landkreis Vorpommern-Rügen                                                   | Insel Hiddensee     | Position                      |           |
|                   | G2 091     | Findling Insel Ummanz                                    | Landkreis Vorpommern-Rügen                                                   | Ummanz              | Position                      |           |
|                   | G2 092     | Findling Waschstein, Insel Vilm                          | Landkreis Vorpommern-Rügen                                                   | Putbus              | Position                      |           |
|                   | G2 093     | Findling Greifswalder Oie                                | Landkreis Vorpommern-Greifswald                                              | Kröslin             | Position                      |           |
|                   | G2 094     | Findling Sternberg                                       | Landkreis Ludwigslust-Parchim                                                | Sternberg           | Position                      |           |
|                   | G2 095     | Findling Insel Vilm                                      | Landkreis Vorpommern-Rügen                                                   | Putbus              | Position                      |           |
|                   | G2 096     | Findling Feldberg                                        | Landkreis Mecklenburgische Seenplatte                                        | Feldberger Seenland | Position                      |           |
|                   | G2 097     | Findling Malchow                                         | Landkreis Mecklenburgische Seenplatte                                        | Malchow             | Position                      |           |
|                   | G2 098     | Findling Poel                                            | Landkreis Nordwestmecklenburg                                                | Insel Poel          | Position                      |           |
|                   | G2 100     | Findling Möllenhagen                                     | Landkreis Mecklenburgische Seenplatte                                        | Möllenhagen         | Position                      |           |
|                   | G2 101     | Findling Dranske                                         | Landkreis Vorpommern-Rügen                                                   | Dranske             | Position                      |           |
|                   | G2 102     | Findling Neubrandenburg                                  | Landkreis Mecklenburgische Seenplatte                                        | Neubrandenburg      | Position                      |           |
|                   | G2 103     | Findling Waren/Müritz                                    | Landkreis Mecklenburgische Seenplatte                                        | Waren (Müritz)      | Position                      |           |
|                   | G2 104     | Findling Goldberg                                        | Landkreis Ludwigslust-Parchim                                                | Goldberg            | Position                      |           |
|                   | G2 105     | Findling Waren/Müritz                                    | Landkreis Mecklenburgische Seenplatte                                        | Waren (Müritz)      | Position                      |           |
|                   | G2 106     | Findling LUNG Güstrow                                    | Landkreis Rostock                                                            | Güstrow             | Position                      |           |
|                   | G2 107     | Findling Sternberg                                       | Landkreis Ludwigslust-Parchim                                                | Sternberg           | Position                      |           |
|                   | G2 108     | Findling Hinzenhagen                                     | Landkreis Rostock                                                            | Kuchelmiß           | Position                      |           |
|                   | G2 110     | Haken Insel Langenwerder                                 | Landkreis Nordwestmecklenburg                                                | Insel Poel          | Position                      |           |
| weitere Bilder    | G2 111     | Haken Boiensdorfer Werder                                | Landkreis Nordwestmecklenburg                                                | Boiensdorf          | Position                      |           |
|                   | G2 112     | Quelle Steinerner Tisch Raben Steinfeld                  | Landkreis Ludwigslust-Parchim                                                | Raben Steinfeld     | Position                      |           |
|                   | G2 113     | Quelle Görslow                                           | Landkreis Ludwigslust-Parchim                                                | Leezen              | Position                      |           |
|                   | G2 114     | Durchbruchstal der Mildenitz                             | Landkreis Ludwigslust-Parchim                                                | Dobbertin           | Position                      |           |
|                   | G2 115     | Glaziale Scholle, Kl.-Klütz H                            | Landkreis Nordwestmecklenburg                                                | Elmenhorst          | Position                      |           |
| weitere Bilder    | G2 150     | Hochmoor Großes Ribnitzer Moor                           | Landkreis Rostock, Landkreis Vorpommern-Rügen                                | Dierhagen           | Position                      |           |
|                   | G2 156     | Hochmoor Groß Potrems                                    | Landkreis Rostock                                                            | Prisannewitz        | Position                      |           |
|                   | G2 157     | Hochmoor Göldenitz                                       | Landkreis Rostock, Landkreis Rostock                                         | Dummersdorf         | Position                      |           |
|                   | G2 158     | Hochmoor Horst                                           | Landkreis Rostock                                                            | Sanitz              | Position                      |           |
|                   | G2 159     | Hochmoor Dänschenburg                                    | Landkreis Vorpommern-Rügen                                                   | Marlow              | Position                      |           |
|                   | G2 160     | Hochmoor Stragmoor Gresenhorst                           | Landkreis Vorpommern-Rügen                                                   | Marlow              | Position                      |           |
|                   | G2 161     | Hochmoor Teufelsmoor C                                   | Landkreis Vorpommern-Rügen                                                   | Marlow              | Position                      |           |
|                   | G2 165     | Findling Hiddensee                                       | Landkreis Vorpommern-Rügen                                                   | Insel Hiddensee     | Position                      |           |
|                   | G2 166     | Findling Hiddensee                                       | Landkreis Vorpommern-Rügen                                                   | Insel Hiddensee     | Position                      |           |
|                   | G2 167     | Findling Hiddensee                                       | Landkreis Vorpommern-Rügen                                                   | Insel Hiddensee     | Position                      |           |
|                   | G2 168     | Findling Hiddensee                                       | Landkreis Vorpommern-Rügen                                                   | Insel Hiddensee     | Position                      |           |
|                   | G2 169     | Findling Hiddensee                                       | Landkreis Vorpommern-Rügen                                                   | Insel Hiddensee     | Position                      |           |
|                   | G2 172     | Glaziale Scholle Lobber Ort                              | Landkreis Vorpommern-Rügen                                                   | Middelhagen         | Position                      |           |
|                   | G2 173     | Trockental Honiggrund Dornbusch                          | Landkreis Vorpommern-Rügen                                                   | Insel Hiddensee     | Position                      |           |
|                   | G2 174     | Sonnenhaken Halbinsel Buschvitz                          | Landkreis Vorpommern-Rügen                                                   | Buschvitz           | Position                      |           |
|                   | G2 175     | Findling Klein Zicker                                    | Landkreis Vorpommern-Rügen                                                   | Thiessow            | Position                      |           |
|                   | G2 176     | Findling Lobber Ort                                      | Landkreis Vorpommern-Rügen                                                   | Middelhagen         | Position                      |           |
|                   | G2 177     | Findling Lobber Ort                                      | Landkreis Vorpommern-Rügen                                                   | Middelhagen         | Position                      |           |
|                   | G2 178     | Kalktuff Jasmund Briesnitzer Bach                        | Landkreis Vorpommern-Rügen                                                   | Sassnitz            | Position                      |           |
|                   | G2 179     | Glaziale Scholle Golchen                                 | Landkreis Mecklenburgische Seenplatte                                        | Golchen             | Position                      |           |
|                   | G2 180     | Findling Göhren                                          | Landkreis Vorpommern-Rügen                                                   | Göhren              | Position                      |           |
|                   | G2 181     | Findling Göhren                                          | Landkreis Vorpommern-Rügen                                                   | Göhren              | Position                      |           |
|                   | G2 182     | Findling Zickersches Höft                                | Landkreis Vorpommern-Rügen                                                   | Gager               | Position                      |           |
|                   | G2 183     | Findling Zickersches Höft                                | Landkreis Vorpommern-Rügen                                                   | Gager               | Position                      |           |
|                   | G2 184     | Findling Zickersches Höft                                | Landkreis Vorpommern-Rügen                                                   | Gager               | Position                      |           |
|                   | G2 186     | Haken Kirkenort Groß Zicker                              | Landkreis Vorpommern-Rügen                                                   | Gager               | Position                      |           |
|                   | G2 187     | Kliff Die Goor Lauterbach                                | Landkreis Vorpommern-Rügen                                                   | Putbus              | Position                      |           |
|                   | G2 188     | Kliff littorinazeitlich Schanze                          | Landkreis Vorpommern-Rügen                                                   | Binz                | Position                      |           |
|                   | G2 189     | Haken Fährinsel, Hiddensee                               | Landkreis Vorpommern-Rügen                                                   | Insel Hiddensee     | Position                      |           |
|                   | G2 190     | Kliff Schwarbe                                           | Landkreis Vorpommern-Rügen                                                   | Altenkirchen        | Position                      |           |
|                   | G2 191     | Kliff Kreptitz – Mövenort                                | Landkreis Vorpommern-Rügen                                                   | Dranske             | Position                      |           |
|                   | G2 192     | Os Thesenvitz                                            | Landkreis Vorpommern-Rügen                                                   | Thesenvitz          | Position                      |           |
|                   | G2 193     | Kliff Lohme                                              | Landkreis Vorpommern-Rügen                                                   | Lohme               | Position                      |           |
|                   | G2 194     | Kliff Jasmund NW                                         | Landkreis Vorpommern-Rügen                                                   | Glowe               | Position                      |           |
|                   | G2 195     | Vogelhaken Glewitz                                       | Landkreis Vorpommern-Rügen                                                   | Zudar               | Position                      |           |
|                   | G2 196     | Os Volsvitz                                              | Landkreis Vorpommern-Rügen                                                   | Gingst              | Position                      |           |
|                   | G2 198     | Kleiner Haken Insel Vilm                                 | Landkreis Vorpommern-Rügen                                                   | Putbus              | Position                      |           |
|                   | G2 199     | Kliff littorinazeitlich Insel Vilm                       | Landkreis Vorpommern-Rügen                                                   | Putbus              | Position                      |           |
|                   | G2 201     | Glaziale Scholle Golm (Usedom)                           | Landkreis Vorpommern-Greifswald                                              | Garz                | Position                      |           |
|                   | G2 202     | Glaziale Scholle Garz (Usedom)                           | Landkreis Vorpommern-Greifswald                                              | Garz                | Position                      |           |
|                   | G2 203     | Glaziale Scholle Neuhof (Usedom)                         | Landkreis Vorpommern-Greifswald                                              | Heringsdorf         | Position                      |           |
|                   | G2 204     | Glaziale Scholle Stagnieß                                | Landkreis Vorpommern-Greifswald                                              | Ückeritz            | Position                      |           |
|                   | G2 205     | Os Jamitzow                                              | Landkreis Vorpommern-Greifswald                                              | Buddenhagen         | Position                      |           |
|                   | G2 206     | Os Neeberg-Krummin                                       | Landkreis Vorpommern-Greifswald                                              | Krummin             | Position                      |           |
|                   | G2 207     | Os Rankvitz (Usedom)                                     | Landkreis Vorpommern-Greifswald                                              | Rankwitz            | Position                      |           |
|                   | G2 208     | Os Mellenthin                                            | Landkreis Vorpommern-Greifswald                                              | Mellenthin          | Position                      |           |
|                   | G2 209     | Os Hohendorf                                             | Landkreis Vorpommern-Greifswald                                              | Hohendorf           | Koordinaten fehlen! Hilf mit. |           |
| weitere Bilder    | G2 210     | Kliff Langer Berg                                        | Landkreis Vorpommern-Greifswald                                              | Bansin              | Position                      |           |
|                   | G2 211     | Kliff Pageluns Berge                                     | Landkreis Vorpommern-Greifswald                                              | Ückeritz            | Position                      |           |
|                   | G2 212     | Kliff Streckelsberg                                      | Landkreis Vorpommern-Greifswald                                              | Koserow             | Position                      |           |
|                   | G2 213     | Kliff littorinazeitlich, Zirow-                          | Landkreis Vorpommern-Greifswald                                              | Ahlbeck             | Position                      |           |
|                   | G2 214     | Kliff littorinazeitliches, Golm                          | Landkreis Vorpommern-Greifswald                                              | Garz                | Position                      |           |
| weitere Bilder    | G2 215     | Kliff littorinazeitlich, Langer Berg                     | Landkreis Vorpommern-Greifswald                                              | Bansin              | Position                      |           |
|                   | G2 216     | Haken Insel Ruden                                        | Landkreis Vorpommern-Greifswald                                              | Kröslin             | Position                      |           |
|                   | G2 217     | Haken HI Gnitz (Usedom)                                  | Landkreis Vorpommern-Greifswald                                              | Lütow               | Position                      |           |
|                   | G2 218     | Aufschluss Hohendorf                                     | Landkreis Vorpommern-Greifswald                                              | Hohendorf           | Position                      |           |
|                   | G2 219     | Kliffranddüne Streckelsberg                              | Landkreis Vorpommern-Greifswald                                              | Koserow             | Position                      |           |
|                   | G2 220     | Haken Cosim (Usedom)                                     | Landkreis Vorpommern-Greifswald                                              | Neppermin           | Position                      |           |
|                   | G2 221     | Kliff littorinazeitlich Balm (Usedom)                    | Landkreis Vorpommern-Greifswald                                              | Neppermin           | Position                      |           |
|                   | G2 222     | Os Suckow (Usedom)                                       | Landkreis Vorpommern-Greifswald                                              | Rankwitz            | Position                      |           |
|                   | G2 223     | Haken Struck                                             | Landkreis Vorpommern-Greifswald                                              | Lubmin              | Position                      |           |
| weitere Bilder    | G2 224     | Haken Peenemünde                                         | Landkreis Vorpommern-Greifswald                                              | Peenemünde          | Position                      |           |
|                   | G2 225     | Küstendüne Ahlbeck                                       | Landkreis Vorpommern-Greifswald                                              | Ahlbeck             | Position                      |           |
|                   | G2 226     | Küstendünen Peenemünder Flugsandfelder                   | Landkreis Vorpommern-Greifswald                                              | Peenemünde          | Position                      |           |
|                   | G2 227     | Kliff HI Gnitz                                           | Landkreis Vorpommern-Greifswald                                              | Lütow               | Position                      |           |
|                   | G2 228     | Küstendünen Ückeritz                                     | Landkreis Vorpommern-Greifswald                                              | Ückeritz            | Position                      |           |
|                   | G2 229     | Findling Ralswiek                                        | Landkreis Vorpommern-Rügen                                                   | Ralswiek            | Position                      |           |
|                   | G2 230     | Findling Banzelvitz                                      | Landkreis Vorpommern-Rügen                                                   | Rappin              | Position                      |           |
|                   | G2 231     | Glaziale Scholle Grimmen                                 | Landkreis Vorpommern-Rügen                                                   | Grimmen             | Koordinaten fehlen! Hilf mit. |           |
|                   | G2 232     | Glaziale Scholle Grimmen                                 | Landkreis Vorpommern-Rügen                                                   | Grimmen             | Koordinaten fehlen! Hilf mit. |           |
| weitere Bilder    | G2 233     | Kliff Dwasieden-Mukran                                   | Landkreis Vorpommern-Rügen                                                   | Sassnitz            | Position                      |           |
|                   | G2 235     | Glaziale Schollen Greifswald                             | Landkreis Vorpommern-Greifswald                                              | Kröslin             | Position                      |           |
|                   | G2 238     | Haken Born                                               | Landkreis Vorpommern-Rügen                                                   | Wieck a. Darß       | Koordinaten fehlen! Hilf mit. |           |
|                   | G2 239     | Haken und Strandwälle Neu Darß                           | Landkreis Vorpommern-Rügen                                                   | Born a. Darß        | Koordinaten fehlen! Hilf mit. |           |
|                   | G2 240     | Haken HI Bock                                            | Landkreis Vorpommern-Rügen                                                   | Groß Mohrdorf       | Koordinaten fehlen! Hilf mit. |           |
|                   | G2 241     | Haken Lanken                                             | Landkreis Vorpommern-Greifswald                                              | Loissin             | Koordinaten fehlen! Hilf mit. |           |
|                   | G2 242     | Gobbiner Haken                                           | Landkreis Vorpommern-Rügen                                                   | Lancken-Granitz     | Position                      |           |
|                   | G2 243     | Findling Dümmer                                          | Landkreis Ludwigslust-Parchim                                                | Dümmer              | Position                      |           |
|                   | G2 244     | Haken Klein Zicker                                       | Landkreis Vorpommern-Rügen                                                   | Thiessow            | Position                      |           |
|                   | G2 245     | Großer Haken Insel Vilm                                  | Landkreis Vorpommern-Rügen                                                   | Putbus              | Position                      |           |
|                   | G2 246     | Haken Palmer Ort                                         | Landkreis Vorpommern-Rügen                                                   | Zudar               | Position                      |           |
|                   | G2 247     | Haken Gnever Ufer                                        | Landkreis Vorpommern-Rügen                                                   | Lietzow             | Position                      |           |
|                   | G2 248     | Haken Landzunge Gellen,                                  | Landkreis Vorpommern-Rügen                                                   | Insel Hiddensee     | Position                      |           |
|                   | G2 249     | Haken Bessin                                             | Landkreis Vorpommern-Rügen                                                   | Insel Hiddensee     | Position                      |           |
|                   | G2 250     | Haken, Bug                                               | Landkreis Vorpommern-Rügen                                                   | Dranske             | Position                      |           |
| weitere Bilder    | G2 251     | Haken Feuersteinfelder Mukran                            | Landkreis Vorpommern-Rügen                                                   | Binz                | Position                      |           |
|                   | G2 252     | Kliff littorinazeitlich                                  | Landkreis Vorpommern-Rügen                                                   | Born                | Koordinaten fehlen! Hilf mit. |           |
|                   | G2 253     | Kliff littorinazeitlich                                  | Landkreis Vorpommern-Rügen                                                   | Binz                | Position                      |           |
|                   | G2 254     | Kliff littorinazeitlich Moritzdorf                       | Landkreis Vorpommern-Rügen                                                   | Sellin              | Position                      |           |
|                   | G2 255     | Kliff littorinazeitlich Göhren                           | Landkreis Vorpommern-Rügen                                                   | Middelhagen         | Position                      |           |
|                   | G2 256     | Kliff littorinazeitlich Klein Zicker                     | Landkreis Vorpommern-Rügen                                                   | Thiessow            | Position                      |           |
|                   | G2 257     | Kliff littorinazeitlich Thiessow                         | Landkreis Vorpommern-Rügen                                                   | Thiessow            | Position                      |           |
| weitere Bilder    | G2 258     | Kliff Fischland                                          | Landkreis Vorpommern-Rügen                                                   | Ahrenshoop          | Position                      |           |
|                   | G2 259     | Kliff Darß Weststrand                                    | Landkreis Vorpommern-Rügen                                                   | Born a. Darß        | Koordinaten fehlen! Hilf mit. |           |
|                   | G2 260     | Kliff Dornbusch Hiddensee                                | Landkreis Vorpommern-Rügen                                                   | Insel Hiddensee     | Position                      |           |
|                   | G2 261     | Kliff Gellort-Arkona-Vitt                                | Landkreis Vorpommern-Rügen                                                   | Putgarten           | Position                      |           |
| weitere Bilder    | G2 262     | Kliff Königshörn bei Glowe                               | Landkreis Vorpommern-Rügen                                                   | Glowe               | Position                      |           |
| weitere Bilder    | G2 263     | Kliff Saßnitz-Stubbenkammer                              | Landkreis Vorpommern-Rügen                                                   | Sassnitz            | Position                      |           |
|                   | G2 264     | Kliffranddünen Kreptitzer Heide                          | Landkreis Vorpommern-Rügen                                                   | Dranske             | Position                      |           |
| weitere Bilder    | G2 265     | Küstendünen Schaabe                                      | Landkreis Vorpommern-Rügen                                                   | Breege              | Position                      |           |
|                   | G2 266     | Küstendünen Vordarß                                      | Landkreis Vorpommern-Rügen                                                   | Born a. Darß        | Position                      |           |
| weitere Bilder    | G2 267     | Küstendüne Darßer Ort                                    | Landkreis Vorpommern-Rügen                                                   | Born a. Darß        | Position                      |           |
|                   | G2 268     | Küstendüne Prerow                                        | Landkreis Vorpommern-Rügen                                                   | Prerow              | Position                      |           |
| weitere Bilder    | G2 269     | Küstendüne Schmale Heide                                 | Landkreis Vorpommern-Rügen                                                   | Binz                | Position                      |           |
|                   | G2 270     | Küstendüne Pramort                                       | Landkreis Vorpommern-Rügen                                                   | Zingst              | Position                      |           |
| weitere Bilder    | G2 271     | Küstendünen, Baaber Heide                                | Landkreis Vorpommern-Rügen                                                   | Baabe               | Position                      |           |
| weitere Bilder    | G2 272     | Kliff Granitz                                            | Landkreis Vorpommern-Rügen                                                   | Binz                | Position                      |           |
| weitere Bilder    | G2 273     | Kliff Nordperd                                           | Landkreis Vorpommern-Rügen                                                   | Göhren              | Position                      |           |
| weitere Bilder    | G2 274     | Kliff Lobber Ort                                         | Landkreis Vorpommern-Rügen                                                   | Middelhagen         | Position                      |           |
|                   | G2 275     | Findling Meetzen                                         | Landkreis Nordwestmecklenburg                                                | Holdorf             | Position                      |           |
|                   | G2 276     | Kliff Halbinsel Klein Zicker                             | Landkreis Vorpommern-Rügen                                                   | Thiessow            | Position                      |           |
| weitere Bilder    | G2 277     | Kliff Groß Zicker                                        | Landkreis Vorpommern-Rügen                                                   | Gager               | Position                      |           |
| weitere Bilder    | G2 278     | Kliff Reddevitzer Höft                                   | Landkreis Vorpommern-Rügen                                                   | Middelhagen         | Position                      |           |
|                   | G2 279     | Kliff Neu Reddevitz                                      | Landkreis Vorpommern-Rügen                                                   | Lancken-Granitz     | Position                      |           |
|                   | G2 280     | Kliffnsel Vilm                                           | Landkreis Vorpommern-Rügen                                                   | Putbus              | Position                      |           |
|                   | G2 281     | Kliff Halbinsel Zudar                                    | Landkreis Vorpommern-Rügen                                                   | Zudar               | Position                      |           |
|                   | G2 282     | Kliff Greifswalder Oie                                   | Landkreis Vorpommern-Greifswald                                              | Kröslin             | Position                      |           |
|                   | G2 287     | Kliff Banzelvitzer Berge                                 | Landkreis Vorpommern-Rügen                                                   | Rappin              | Position                      |           |
|                   | G2 288     | Kliff Ralswieker Forst                                   | Landkreis Vorpommern-Rügen                                                   | Ralswiek            | Position                      |           |
|                   | G2 289     | Os Ganschvitz                                            | Landkreis Vorpommern-Rügen                                                   | Trent               | Position                      |           |
|                   | G2 292     | Os Richtenberg                                           | Landkreis Vorpommern-Rügen                                                   | Richtenberg         | Position                      |           |
|                   | G2 293     | Os Sassen – Dersekow – Dargelin                          | Landkreis Vorpommern-Greifswald, Landkreis Mecklenburgische Seenplatte       | Dersekow            | Position                      |           |
|                   | G2 294     | Os Bandelin                                              | Landkreis Vorpommern-Greifswald                                              | Bandelin            | Koordinaten fehlen! Hilf mit. |           |
|                   | G2 297     | Os Gustow-Drigge                                         | Landkreis Vorpommern-Rügen                                                   | Gustow              | Position                      |           |
|                   | G2 298     | Kliff Lietzow                                            | Landkreis Vorpommern-Rügen                                                   | Lietzow             | Position                      |           |
|                   | G2 299     | Os Wilsickow                                             | Landkreis Vorpommern-Greifswald                                              | Schönwalde          | Position                      |           |
|                   | G2 300     | Kalktuff Jasmund Stubbenhagen                            | Landkreis Vorpommern-Rügen                                                   | Sassnitz            | Position                      |           |
| weitere Bilder    | G2 301     | Kalktuff Kieler Bach                                     | Landkreis Vorpommern-Rügen                                                   | Sassnitz            | Position                      |           |
|                   | G2 302     | Kalktuff Saßnitz                                         | Landkreis Vorpommern-Rügen                                                   | Sassnitz            | Position                      |           |
|                   | G2 304     | Salzquellen Mesekenhagen                                 | Landkreis Vorpommern-Greifswald                                              | Mesekenhagen        | Position                      |           |
|                   | G2 305     | Salzquellen Koblentz                                     | Landkreis Vorpommern-Greifswald                                              | Koblentz            | Position                      |           |
|                   | G2 307     | Binnendünen Damm                                         | Landkreis Vorpommern-Greifswald                                              | Viereck             | Position                      |           |
|                   | G2 308     | Binnendüne Grünhof                                       | Landkreis Vorpommern-Greifswald                                              | Rothenklempenow     | Position                      |           |
|                   | G2 309     | Quelle im Kollicker Tal                                  | Landkreis Vorpommern-Rügen                                                   | Sassnitz            | Position                      |           |
|                   | G2 310     | Quellen Groß-Stresow                                     | Landkreis Vorpommern-Rügen                                                   | Putbus              | Position                      |           |
|                   | G2 311     | Findling, Barnekow                                       | Landkreis Nordwestmecklenburg                                                | Barnekow            | Position                      |           |
|                   | G2 312     | Glaziale Scholle Alt-Schwinz                             | Landkreis Ludwigslust-Parchim                                                | Goldberg            | Position                      |           |
|                   | G2 313     | Findling Paetrow                                         | Landkreis Nordwestmecklenburg                                                | Vellböken           | Position                      |           |
|                   | G2 315     | Kliff Markgrafenheide                                    | Rostock                                                                      | Hansestadt          | Position                      |           |
|                   | G2 316     | Findling Gädebehn                                        | Landkreis Ludwigslust-Parchim                                                | Gädebehn            | Position                      |           |
|                   | G2 317     | Glaziale Scholle Friedland                               | Landkreis Mecklenburgische Seenplatte                                        | Salow               | Position                      |           |
|                   | G2 320     | Blockpackungen Dutzow                                    | Landkreis Nordwestmecklenburg                                                | Kneese              | Position                      |           |
|                   | G2 321     | Blockpackungen Schaliß                                   | Landkreis Ludwigslust-Parchim                                                | Bantin              | Position                      |           |
|                   | G2 322     | Erosionstal Glashagen                                    | Landkreis Rostock                                                            | Retschow            | Position                      |           |
|                   | G2 323     | Durchbruchstal Nebel                                     | Landkreis Rostock                                                            | Kuchelmiß           | Koordinaten fehlen! Hilf mit. |           |
|                   | G2 324     | Durchbruchstal Wallenstein                               | Landkreis Nordwestmecklenburg                                                | Dorf Mecklenburg    | Position                      |           |
|                   | G2 325     | Durchbruchstal der Warnow                                | Landkreis Ludwigslust-Parchim, Landkreis Rostock                             | Groß Görnow         | Position                      |           |
|                   | G2 326     | Findling Sandhagen                                       | Landkreis Mecklenburgische Seenplatte                                        | Galenbeck           | Position                      |           |
|                   | G2 327     | Mäander Reppeliner Bachtal                               | Landkreis Rostock                                                            | Zarnewanz           | Koordinaten fehlen! Hilf mit. |           |
|                   | G2 328     | Mäander Radegast b. Holdo                                | Landkreis Nordwestmecklenburg                                                | Holdorf             | Position                      |           |
|                   | G2 329     | Erosionstal Stegendieksbach                              | Landkreis Rostock                                                            | Cammin              | Koordinaten fehlen! Hilf mit. |           |
|                   | G2 330     | Erosionstal des Radebach                                 | Landkreis Ludwigslust-Parchim, Landkreis Nordwestmecklenburg                 | Blankenberg         | Position                      |           |
|                   | G2 331     | Erosionstal, Klasbach                                    | Landkreis Nordwestmecklenburg                                                | Neukloster          | Position                      |           |
|                   | G2 332     | Erosionstal der Warnow                                   | Landkreis Ludwigslust-Parchim                                                | Gädebehn            | Position                      |           |
|                   | G2 333     | Erosionstal der Warnow                                   | Landkreis Ludwigslust-Parchim                                                | Langen Brütz        | Position                      |           |
|                   | G2 334     | Os Bantin                                                | Landkreis Nordwestmecklenburg, Landkreis Ludwigslust-Parchim                 | Krembz              | Position                      |           |
|                   | G2 335     | Os Prischendorf                                          | Landkreis Nordwestmecklenburg                                                | Dassow              | Position                      |           |
|                   | G2 336     | Os Groß Molzahn                                          | Landkreis Nordwestmecklenburg                                                | Groß Molzahn        | Position                      |           |
|                   | G2 337     | Os Neuburg-Steinhausen                                   | Landkreis Nordwestmecklenburg                                                | Neuburg-Steinhausen | Position                      |           |
|                   | G2 338     | Os Zweedorf – Roggow                                     | Landkreis Rostock                                                            | Bastorf             | Koordinaten fehlen! Hilf mit. |           |
|                   | G2 339     | Os Rerik                                                 | Landkreis Rostock                                                            | Rerik               | Koordinaten fehlen! Hilf mit. |           |
|                   | G2 340     | Os Kröpelin-Westenbrügge                                 | Landkreis Rostock                                                            | Kröpelin            | Koordinaten fehlen! Hilf mit. |           |
|                   | G2 341     | Os Groß Belitz                                           | Landkreis Rostock                                                            | Klein Belitz        | Position                      |           |
|                   | G2 342     | Os Hohen Sprenz-Prisanne                                 | Landkreis Rostock, Landkreis Rostock                                         | Hohen Sprenz        | Position                      |           |
|                   | G2 343     | Os Kavelstorf                                            | Landkreis Rostock                                                            | Kavelstorf          | Koordinaten fehlen! Hilf mit. |           |
|                   | G2 344     | Os, Dolgener Wall                                        | Landkreis Rostock, Landkreis Rostock                                         | Sabel               | Position                      |           |
|                   | G2 345     | Os Alt Kätwin                                            | Landkreis Rostock                                                            | Alt Kätwin          | Koordinaten fehlen! Hilf mit. |           |
|                   | G2 346     | Os Kloster Wulfshagen                                    | Landkreis Vorpommern-Rügen                                                   | Marlow              | Koordinaten fehlen! Hilf mit. |           |
|                   | G2 347     | Os Stubbendorf                                           | Landkreis Rostock, Landkreis Vorpommern-Rügen                                | Dettmannsdorf       | Position                      |           |
|                   | G2 348     | Os Wardow                                                | Landkreis Rostock                                                            | Wardow              | Koordinaten fehlen! Hilf mit. |           |
|                   | G2 349     | Os Schlieffenberg                                        | Landkreis Rostock                                                            | Wattmannshagen      | Koordinaten fehlen! Hilf mit. |           |
|                   | G2 350     | Os Nienhagen                                             | Landkreis Rostock                                                            | Vietgest            | Koordinaten fehlen! Hilf mit. |           |
|                   | G2 351     | Haken Rustwerder, Poel                                   | Landkreis Nordwestmecklenburg                                                | Insel Poel          | Position                      |           |
|                   | G2 352     | Haken Brandenhusen                                       | Landkreis Nordwestmecklenburg                                                | Insel Poel          | Position                      |           |
|                   | G2 353     | Haken Fährdorf                                           | Landkreis Nordwestmecklenburg                                                | Insel Poel          | Position                      |           |
|                   | G2 354     | Findling Klütz-Höved Sedim                               | Landkreis Nordwestmecklenburg                                                | Boltenhagen         | Position                      |           |
|                   | G2 355     | Findling Klütz-Höved Sedim                               | Landkreis Nordwestmecklenburg                                                | Boltenhagen         | Position                      |           |
|                   | G2 356     | Haken HI Wustrow                                         | Landkreis Rostock                                                            | Rerik               | Koordinaten fehlen! Hilf mit. |           |
|                   | G2 357     | Nehrung Heiliger Damm                                    | Landkreis Rostock                                                            | Bad Doberan         | Position                      |           |
|                   | G2 358     | Salzquelle Reinstorf                                     | Landkreis Rostock                                                            | Klein Belitz        | Position                      |           |
|                   | G2 359     | Salzquelle Bützow                                        | Landkreis Rostock                                                            | Bützow              | Position                      |           |
|                   | G2 360     | Salzquelle Sülten                                        | Landkreis Ludwigslust-Parchim                                                | Weitendorf          | Position                      |           |
|                   | G2 362     | Quelle Neumühler See                                     | Schwerin                                                                     | Schwerin            | Position                      |           |
|                   | G2 363     | Findling Klütz-Höved Sedim                               | Landkreis Nordwestmecklenburg                                                | Boltenhagen         | Position                      |           |
|                   | G2 364     | Quelle Krüselinsee                                       | Landkreis Mecklenburgische Seenplatte                                        | Feldberger Seelands | Position                      |           |
|                   | G2 365     | Quellkalkmoore Schönberg                                 | Landkreis Nordwestmecklenburg                                                | Schönberg           | Position                      |           |
|                   | G2 366     | Quellkalkmoore Niendorf                                  | Landkreis Nordwestmecklenburg                                                | Niendorf            | Position                      |           |
|                   | G2 367     | Quelle Steinbeck b. Güstrow                              | Landkreis Rostock                                                            | Bellin              | Position                      |           |
| weitere Bilder    | G2 368     | Kliff Insel Poel                                         | Landkreis Nordwestmecklenburg                                                | Insel Poel          | Position                      |           |
| weitere Bilder    | G2 369     | Kliff Rerik-Meschendorf                                  | Landkreis Rostock                                                            | Rerik               | Position                      |           |
|                   | G2 370     | Kliff Stoltera                                           | Rostock                                                                      | Rostock             | Koordinaten fehlen! Hilf mit. |           |
|                   | G2 371     | Kliffranddüne W Graal Müritz                             | Rostock                                                                      | Rostock             | Koordinaten fehlen! Hilf mit. |           |
| weitere Bilder    | G2 372     | Kliffranddüne Ahrenshoop                                 | Landkreis Vorpommern-Rügen                                                   | Ahrenshoop          | Position                      |           |
|                   | G2 374     | Binnendünen Güstrow                                      | Landkreis Rostock                                                            | Güstrow             | Position                      |           |
| weitere Bilder    | G2 375     | Kliff Groß- u. Klein-Klütz Hoved                         | Landkreis Nordwestmecklenburg                                                | Boltenhagen         | Position                      |           |
|                   | G2 376     | Kliff Kühlungsborn-Heilige                               | Landkreis Rostock                                                            | Kühlungsborn        | Koordinaten fehlen! Hilf mit. |           |
|                   | G2 377     | Großgeschiebe Gnitz                                      | Landkreis Vorpommern-Greifswald                                              | Lütow               | Position                      |           |
|                   | G2 383     | Glaziale Scholle Hohen Woo                               | Landkreis Ludwigslust-Parchim                                                | Tewswoos            | Position                      |           |
|                   | G2 384     | Glaziale Scholle Kummer                                  | Landkreis Ludwigslust-Parchim                                                | Kummer              | Position                      |           |
|                   | G2 386     | Salzquelle Sülze                                         | Landkreis Ludwigslust-Parchim                                                | Malliß              | Position                      |           |
|                   | G2 388     | Binnendüne Hohewisch                                     | Landkreis Ludwigslust-Parchim                                                | Neustadt-Glewe      | Position                      |           |
|                   | G2 389     | Binnendüne Gothmann                                      | Landkreis Ludwigslust-Parchim                                                | Boizenburg/Elbe     | Position                      |           |
|                   | G2 390     | Binnendüne Klein Schmölen                                | Landkreis Ludwigslust-Parchim                                                | Dömitz              | Position                      |           |
|                   | G2 392     | Findling Bergen                                          | Landkreis Vorpommern-Rügen                                                   | Bergen              | Position                      |           |
|                   | G2 393     | Binnendünen Altwarp                                      | Landkreis Vorpommern-Greifswald                                              | Altwarp             | Position                      |           |
|                   | G2 394     | Os Schönfeld                                             | Landkreis Mecklenburgische Seenplatte                                        | Schönfeld           | Position                      |           |
|                   | G2 397     | Os Gädebehn                                              | Landkreis Mecklenburgische Seenplatte                                        | Knorrendorf         | Position                      |           |
|                   | G2 398     | Binnendünen, Gegensee                                    | Landkreis Vorpommern-Greifswald                                              | Ahlbeck             | Position                      |           |
|                   | G2 399     | Os Nieden                                                | Landkreis Vorpommern-Greifswald                                              | Nieden              | Position                      |           |
|                   | G2 400     | Findling Wendorf                                         | Landkreis Rostock                                                            | Prisannewitz        | Position                      |           |
|                   | G2 401     | Kreide-Aufschlüsse, Sassnitz                             | Landkreis Vorpommern-Rügen                                                   | Sassnitz            | Position                      |           |
|                   | G2 402     | Kliff littorinazeitlich Neu-Mukran                       | Landkreis Vorpommern-Rügen                                                   | Sassnitz            | Position                      |           |
|                   | G2 403     | Kliff littorinazeitlich HI Thies                         | Landkreis Vorpommern-Rügen                                                   | Binz                | Position                      |           |
|                   | G2 404     | Kliff littorinazeitlich Groß Zicker                      | Landkreis Vorpommern-Rügen                                                   | Gager               | Position                      |           |
|                   | G2 405     | Os Gnoien-Thürkow                                        | Landkreis Rostock, Landkreis Mecklenburgische Seenplatte                     | Gnoien              | Position                      |           |
|                   | G2 406     | Samower Os                                               | Landkreis Rostock                                                            | Lühburg             | Koordinaten fehlen! Hilf mit. |           |
|                   | G2 407     | Os Kirch Baggendorf                                      | Landkreis Vorpommern-Rügen                                                   | Gransebieth         | Position                      |           |
|                   | G2 408     | Os Gellendin                                             | Landkreis Vorpommern-Greifswald                                              | Anklam              | Koordinaten fehlen! Hilf mit. |           |
|                   | G2 409     | Os Borrentin                                             | Landkreis Mecklenburgische Seenplatte                                        | Borrentin           | Position                      |           |
|                   | G2 410     | Os Gatschow-Stavenhagen-Varchentin                       | Landkreis Mecklenburgische Seenplatte, Landkreis Mecklenburgische Seenplatte | Stavenhagen         | Koordinaten fehlen! Hilf mit. |           |
|                   | G2 411     | Os Kittendorf                                            | Landkreis Mecklenburgische Seenplatte                                        | Kittendorf          | Position                      |           |
|                   | G2 412     | Os Penzlin                                               | Landkreis Mecklenburgische Seenplatte, Landkreis Mecklenburgische Seenplatte | Penzlin             | Koordinaten fehlen! Hilf mit. |           |
|                   | G2 413     | Os Rühlow                                                | Landkreis Mecklenburgische Seenplatte                                        | Warlin              | Position                      |           |
|                   | G2 414     | Findling Warnemünde                                      | Rostock                                                                      | Rostock             | Position                      |           |
|                   | G2 415     | Findling Geinitz Ort                                     | Rostock                                                                      | Rostock             | Position                      |           |
|                   | G2 416     | Findling Meschendorf                                     | Landkreis Rostock                                                            | Rerik               | Position                      |           |
|                   | G2 417     | Findling Kägsdorf                                        | Landkreis Rostock                                                            | Bastorf             | Position                      |           |
|                   | G2 418     | Findling Dümmer                                          | Landkreis Ludwigslust-Parchim                                                | Dümmer              | Position                      |           |
|                   | G2 419     | Trockental Feldberg                                      | Landkreis Mecklenburgische Seenplatte                                        | Feldberger Seenland | Position                      |           |
|                   | G2 420     | Blockpackung Feldberg Ros                                | Landkreis Mecklenburgische Seenplatte                                        | Feldberger Seenland | Position                      |           |
|                   | G2 421     | Blockpackung Feldberg Hull                               | Landkreis Mecklenburgische Seenplatte                                        | Feldberger Seenland | Position                      |           |
|                   | G2 422     | Blockpackung Feldberg                                    | Landkreis Mecklenburgische Seenplatte                                        | Feldberger Seenland | Position                      |           |
|                   | G2 423     | Blockpackung Marienhof                                   | Landkreis Rostock                                                            | Bellin              | Position                      |           |
|                   | G2 424     | Blockpackung Langhagen                                   | Landkreis Mecklenburgische Seenplatte                                        | Vollrathsruhe       | Position                      |           |
|                   | G2 425     | Blockpackung Glambeck                                    | Landkreis Rostock                                                            | Göllin              | Position                      |           |
|                   | G2 426     | Blockpackung Kargow                                      | Landkreis Mecklenburgische Seenplatte                                        | Kargow              | Position                      |           |
|                   | G2 427     | Blockpackung Freidorf                                    | Landkreis Mecklenburgische Seenplatte                                        | Möllenhagen         | Position                      |           |
|                   | G2 428     | Blockpackung Blücherhof                                  | Landkreis Mecklenburgische Seenplatte                                        | Klocksin            | Position                      |           |
|                   | G2 429     | Findling Broock                                          | Landkreis Mecklenburgische Seenplatte                                        | Broock              | Position                      |           |
|                   | G2 430     | Glaziale Scholle Göhren-Leb                              | Landkreis Mecklenburgische Seenplatte                                        | Göhren-Lebbin       | Position                      |           |
|                   | G2 431     | Glaziale Scholle Gielow                                  | Landkreis Mecklenburgische Seenplatte                                        | Gielow              | Position                      |           |
|                   | G2 432     | Glaziale Scholle Nossentin                               | Landkreis Mecklenburgische Seenplatte                                        | Nossentin           | Position                      |           |
|                   | G2 433     | Findling Ostseestadion                                   | Rostock                                                                      | Rostock             | Position                      |           |
|                   | G2 434     | Findling Lützow                                          | Landkreis Nordwestmecklenburg                                                | Lützow              | Position                      |           |
|                   | G2 435     | Findling Müsselmow                                       | Landkreis Ludwigslust-Parchim                                                | Wendorf             | Position                      |           |
|                   | G2 436     | Findling Tarzow                                          | Landkreis Nordwestmecklenburg                                                | Schimm              | Position                      |           |
|                   | G2 437     | Findling Solkendorf                                      | Landkreis Vorpommern-Rügen                                                   | Klausdorf           | Position                      |           |
|                   | G2 442     | Os Brohm-Schönbeck                                       | Landkreis Mecklenburgische Seenplatte                                        | Schönbeck           | Position                      |           |
|                   | G2 443     | Os Cammin                                                | Landkreis Mecklenburgische Seenplatte                                        | Teschendorf         | Position                      |           |
|                   | G2 445     | Findling Wilhelminenhof                                  | Landkreis Rostock                                                            | Gülzow              | Position                      |           |
|                   | G2 446     | Findling Labenz                                          | Landkreis Nordwestmecklenburg                                                | Groß Labenz         | Position                      |           |
|                   | G2 447     | Findling Rankendorf                                      | Landkreis Nordwestmecklenburg                                                | Roggenstorf         | Position                      |           |
|                   | G2 448     | Findling Schependorf                                     | Landkreis Rostock                                                            | Baumgarten          | Position                      |           |
|                   | G2 449     | Findling Grapen Stieten                                  | Landkreis Nordwestmecklenburg                                                | Beidendorf          | Position                      |           |
|                   | G2 450     | Findling Roggenstorf                                     | Landkreis Nordwestmecklenburg                                                | Roggenstorf         | Position                      |           |
|                   | G2 451     | Findling Lubmin                                          | Landkreis Vorpommern-Greifswald                                              | Lubmin              | Position                      |           |
|                   | G2 452     | Findling Hohendorf                                       | Landkreis Vorpommern-Greifswald                                              | Hohendorf           | Position                      |           |
|                   | G2 453     | Findling Aalfelsen Nienh                                 | Landkreis Rostock                                                            | Nienhagen           | Position                      |           |
|                   | G2 454     | Findling Kuckelvitz                                      | Landkreis Vorpommern-Rügen                                                   | Trent               | Position                      |           |
|                   | G2 455     | Findling HI Gnitz                                        | Landkreis Vorpommern-Greifswald                                              | Lütow               | Position                      |           |
|                   | G2 456     | Geohistorisches Objekt Erdöl                             | Landkreis Vorpommern-Greifswald                                              | Lütow               | Position                      |           |
|                   | G2 457     | Findling Varnkevitz                                      | Landkreis Vorpommern-Rügen                                                   | Putgarten           | Position                      |           |
|                   | G2 458     | Findling Varnkevitz                                      | Landkreis Vorpommern-Rügen                                                   | Putgarten           | Position                      |           |
|                   | G2 459     | Findling Varnkevitz                                      | Landkreis Vorpommern-Rügen                                                   | Putgarten           | Position                      |           |
|                   | G2 460     | Findling Varnkevitz                                      | Landkreis Vorpommern-Rügen                                                   | Putgarten           | Position                      |           |
|                   | G2 461     | Findling Varnkevitz                                      | Landkreis Vorpommern-Rügen                                                   | Putgarten           | Position                      |           |
|                   | G2 462     | Findling Ralswiek                                        | Landkreis Vorpommern-Rügen                                                   | Ralswiek            | Position                      |           |
|                   | G2 463     | Findling Ralswiek                                        | Landkreis Vorpommern-Rügen                                                   | Ralswiek            | Position                      |           |
|                   | G2 464     | Findling Ralswiek                                        | Landkreis Vorpommern-Rügen                                                   | Ralswiek            | Position                      |           |
|                   | G2 465     | Findling                                                 | Landkreis Vorpommern-Greifswald                                              | Kröslin             | Position                      |           |
|                   | G2 466     | Findling                                                 | Landkreis Vorpommern-Greifswald                                              | Kröslin             | Position                      |           |
|                   | G2 467     | Findling                                                 | Landkreis Vorpommern-Greifswald                                              | Kröslin             | Position                      |           |
|                   | G2 468     | Findling                                                 | Landkreis Vorpommern-Greifswald                                              | Kröslin             | Position                      |           |
|                   | G2 469     | Findling                                                 | Landkreis Vorpommern-Greifswald                                              | Kröslin             | Position                      |           |
|                   | G2 470     | Findling                                                 | Landkreis Vorpommern-Greifswald                                              | Kröslin             | Position                      |           |
|                   | G2 471     | Findling                                                 | Landkreis Vorpommern-Greifswald                                              | Kröslin             | Position                      |           |
|                   | G2 473     | Findling Hohenbarnekow                                   | Landkreis Vorpommern-Rügen                                                   | Buchholz            | Position                      |           |
|                   | G2 474     | Findling Hohenbarnekow                                   | Landkreis Vorpommern-Rügen                                                   | Buchholz            | Position                      |           |
|                   | G2 475     | Findling Quitzin                                         | Landkreis Vorpommern-Rügen                                                   | Splietsdorf         | Position                      |           |
|                   | G2 476     | Findling Hohenbarnekow                                   | Landkreis Vorpommern-Rügen                                                   | Buchholz            | Position                      |           |
|                   | G2 479     | Hochmoor                                                 | Landkreis Vorpommern-Greifswald                                              | Bugewitz            | Position                      |           |
|                   | G2 490     | Findling Kartlow                                         | Landkreis Nordwestmecklenburg                                                | Neuburg-Steinhausen | Position                      |           |
|                   | G2 491     | Küstendünen                                              | Landkreis Rostock                                                            | Rerik               | Position                      |           |
|                   | G2 492     | Kliff Meschendorf                                        | Landkreis Rostock                                                            | Rerik               | Position                      |           |
|                   | G2 493     | Glaziale Scholle                                         | Landkreis Rostock                                                            | Rerik               | Position                      |           |
|                   | G2 494     | Findling Meschendorf                                     | Landkreis Rostock                                                            | Rerik               | Position                      |           |
|                   | G2 495     | Findling Meschendorf                                     | Landkreis Rostock                                                            | Rerik               | Position                      |           |
|                   | G2 496     | Findling Meschendorf                                     | Landkreis Rostock                                                            | Rerik               | Position                      |           |
|                   | G2 498     | Findling Hollendorf I                                    | Landkreis Vorpommern-Greifswald                                              | Kröslin             | Position                      |           |
| Blick von Daskow  | G2 500     | Hochmoor Schaapmoor C                                    | Landkreis Vorpommern-Rügen                                                   | Marlow              | Position                      |           |
|                   | G2 501     | Hochmoor Heidmoor Dam                                    | Landkreis Vorpommern-Rügen                                                   | Dettmannsdorf       | Position                      |           |
|                   | G2 502     | Hochmoor Klein Müritz                                    | Landkreis Vorpommern-Rügen                                                   | Dierhagen           | Position                      |           |
|                   | G2 512     | Findling Malchow                                         | Landkreis Mecklenburgische Seenplatte                                        | Malchow             | Position                      |           |
|                   | G2 514     | Riesenstein Lehsten                                      | Landkreis Mecklenburgische Seenplatte                                        | Möllenhagen         | Position                      |           |
|                   | G2 515     | Teufelsstein Minzow                                      | Landkreis Mecklenburgische Seenplatte                                        | Minzow              | Position                      |           |
|                   | G2 516     | Schälchenstein Röbel                                     | Landkreis Mecklenburgische Seenplatte                                        | Röbel               | Position                      |           |
|                   | G2 517     | Findling Möllenhagen                                     | Landkreis Mecklenburgische Seenplatte                                        | Möllenhagen         | Position                      |           |
|                   | G2 518     | Findling Grabenitz                                       | Landkreis Mecklenburgische Seenplatte                                        | Klink               | Position                      |           |
|                   | G2 525     | Glaziale Scholle Rüterberg                               | Landkreis Ludwigslust-Parchim                                                | Rüterberg           | Position                      |           |
|                   | G2 526     | Findling Penkun                                          | Landkreis Vorpommern-Greifswald                                              | Penkun              | Position                      |           |
|                   | G2 527     | Findling Gollwitz                                        | Landkreis Nordwestmecklenburg                                                | Insel Poel          | Position                      |           |
|                   | G2 528     | Findling Gollwitz                                        | Landkreis Nordwestmecklenburg                                                | Insel Poel          | Position                      |           |
|                   | G2 531     | Blockpackung Pieverstorf                                 | Landkreis Mecklenburgische Seenplatte                                        | Kratzeburg          | Position                      |           |
|                   | G2 533     | Os Klein Markow                                          | Landkreis Rostock                                                            | Jördenstorf         | Koordinaten fehlen! Hilf mit. |           |
|                   | G2 534     | Os Walkendorf                                            | Landkreis Rostock                                                            | Walkendorf          | Koordinaten fehlen! Hilf mit. |           |
| weitere Bilder    | G2 537     | Findling Mukran (Jastor)                                 | Landkreis Vorpommern-Rügen                                                   | Sassnitz            | Position                      |           |
|                   | G2 538     | Findling, Halbinsel Thießow                              | Landkreis Vorpommern-Rügen                                                   | Binz                | Position                      |           |
|                   | G2 539     | Blockpackung Lüttow                                      | Landkreis Ludwigslust-Parchim                                                | Lüttow              | Position                      |           |
|                   | G2 540     | Blockpackung bei Valluhn                                 | Landkreis Ludwigslust-Parchim                                                | Valluhn             | Position                      |           |
|                   | G2 543     | Os Satow                                                 | Landkreis Rostock                                                            | Satow               | Position                      |           |
|                   | G2 544     | Os Parchow                                               | Landkreis Rostock                                                            | Westenbrügge        | Position                      |           |
|                   | G2 545     | Strehlower Os                                            | Landkreis Vorpommern-Rügen                                                   | Glewitz             | Position                      |           |
|                   | G2 546     | Rackower Os                                              | Landkreis Vorpommern-Rügen                                                   | Süderholz           | Position                      |           |
|                   | G2 547     | Grabower Os                                              | Landkreis Vorpommern-Rügen                                                   | Süderholz           | Position                      |           |
|                   | G2 548     | Gülzower Os                                              | Landkreis Vorpommern-Rügen, Landkreis Mecklenburgische Seenplatte            | Süderholz           | Position                      |           |
|                   | G2 549     | Vorbeiner Os                                             | Landkreis Vorpommern-Rügen, Landkreis Mecklenburgische Seenplatte            | Süderholz           | Position                      |           |
|                   | G2 550     | Fienstorfer Os                                           | Landkreis Rostock                                                            | Steinfeld           | Position                      |           |
|                   | G2 551     | Schlemminer Os                                           | Landkreis Vorpommern-Rügen                                                   | Schlemmin           | Koordinaten fehlen! Hilf mit. |           |
|                   | G2 552     | Schwichtenberger Os                                      | Landkreis Mecklenburgische Seenplatte                                        | Borrentin           | Position                      |           |
|                   | G2 553     | Gülzower Os                                              | Landkreis Mecklenburgische Seenplatte                                        | Gülzow              | Position                      |           |
|                   | G2 554     | Sültener Os                                              | Landkreis Mecklenburgische Seenplatte                                        | Briggow             | Position                      |           |
|                   | G2 555     | Stöckersoll                                              | Landkreis Mecklenburgische Seenplatte                                        | Basedow             | Koordinaten fehlen! Hilf mit. |           |
|                   | G2 556     | Os Seltz                                                 | Landkreis Mecklenburgische Seenplatte                                        | Altentreptow        | Position                      |           |
|                   | G2 557     | Os Hohenmocker-Strehlow                                  | Landkreis Mecklenburgische Seenplatte                                        | Hohenmocker         | Position                      |           |
|                   | G2 558     | Os Grünz                                                 | Landkreis Vorpommern-Greifswald                                              | Penkun              | Position                      |           |
|                   | G2 559     | Penkuner Os                                              | Landkreis Vorpommern-Greifswald                                              | Penkun              | Position                      |           |
|                   | G2 560     | Os Storkow-Schönfeld                                     | Landkreis Vorpommern-Greifswald                                              | Penkun              | Position                      |           |
|                   | G2 561     | Os Nadrensee                                             | Landkreis Vorpommern-Greifswald                                              | Nadrensee           | Position                      |           |
|                   | G2 562     | Os Schmagerow                                            | Landkreis Vorpommern-Greifswald                                              | Ramin               | Position                      |           |
|                   | G2 563     | Os Linken                                                | Landkreis Vorpommern-Greifswald                                              | Bismark             | Position                      |           |
|                   | G2 564     | Os Bergholz                                              | Landkreis Vorpommern-Greifswald                                              | Bergholz            | Position                      |           |
|                   | G2 569     | Erosionstal Ostpeene                                     | Landkreis Mecklenburgische Seenplatte                                        | Gielow              | Position                      |           |
|                   | G2 572     | Eem-Interglazial                                         | Landkreis Mecklenburgische Seenplatte                                        | Neubrandenburg      | Position                      |           |
|                   | G2 573     | Doggergeschiebe Hinterste Mühle                          | Landkreis Mecklenburgische Seenplatte                                        | Neubrandenburg      | Position                      |           |
|                   | G2 577     | Findling Schweriner See                                  | Schwerin                                                                     | Schwerin            | Position                      |           |
|                   | G2 580     | Friedensstein, auch als Findling Kühlungsborn bezeichnet | Landkreis Rostock                                                            | Kühlungsborn        | Position                      |           |
|                   | G2 583     | Findling Kühlungsborn-West                               | Landkreis Rostock                                                            | Kühlungsborn        | Position                      |           |
|                   | G2 584     | Findling Schwerin                                        | Schwerin                                                                     | Schwerin            | Position                      |           |
|                   | G2 594     | Findling Brüssow                                         | Landkreis Vorpommern-Greifswald                                              | Karlsburg           | Position                      |           |